# Diana Silva
Diana Carolina Silva Francisco (Caracas, 31 de octubre de 1997) es una modelo, activista ambiental, tripulante de cabina, y reina de belleza venezolana. Es ganadora de los títulos de Berbely Model 2015, Miss Turismo Venezuela 2017, Miss City Tourism World 2017, Miss Earth Venezuela 2018 y Miss Venezuela 2022, con este último adquirió el derecho de representar a su país Venezuela en el Miss Universo 2023, realizado en El Salvador, el 18 de noviembre de 2023, donde clasificó entre las 10 semifinalistas (Top 10).

## Inicios y vida personal
De padre peruano y madre venezolana hija de portugueses, Diana nació en Caracas, Venezuela. Tiene un hermano varón.
Su niñez estuvo marcada, por problemas de salud, a la edad de seis años, fue hospitalizada en el oncológico del Hospital Dr Luis Razetti de Caracas.
A los trece años, Silva se inició en el modelaje ella asegura que fue la manera que encontró, de imprimirle disciplina a su juventud. También en sus inicios desempeñó diferentes tipos de trabajos tales como niñera, secretaria y asistente de producción en una empresa de cerámica.
Es tripulante de cabina de pasajeros graduada por el centro de instrucción aeronáutica Caracas Air, además es estudiante de Publicidad, mención Mercadeo.
Sus hobbies son bailar, tocar guitarra, cantar, la fotografía, el diseño gráfico. Además le gusta la actuación, ha participado en varias obras de teatro en su universidad.
Ha formado parte de diferentes actividades sociales con varias organizaciones sin fines de lucro, siendo el más destacado, su labor  ecológica que realiza desde el año 2018, en el jardín botánico de Caracas, con el objetivo de recuperar áreas verdes, recolectar desechos orgánicos y sembrar plantas, contribuyendo así a rehabilitar el pulmón vegetal de la capital venezolana.

## Concursos de belleza

### Miss Turismo 2017
Participó en el concurso Miss Turismo Venezuela en el año 2017 bajo el título de, Miss Turismo Vargas 2017 coronandose como Miss Turismo Venezuela 2017

### Miss Earth Venezuela 2018
Logró ser seleccionada para ser una de las 24 candidatas pertenecientes al Miss Earth Venezuela. Silva participó en la segunda (2º) edición del certamen de belleza ecológico del país, que se llevó a cabo en el Teatro Municipal de Chacao en la ciudad de Caracas, Venezuela; el 12 de agosto de 2018, representando al estado Lara. Al final del evento, fue coronada Miss Earth Venezuela 2018 de mano de los directores del certamen nacional, Alyz Henrich y Prince Julio César. De esta manera obtiene el pase al certamen internacional ecológico de Miss Tierra, con sede en Borácay, Aclán, Filipinas.

### Miss Tierra 2018
Silva representó a Venezuela en el Miss Tierra 2018 en donde obtuvo un lugar dentro del Top 8 de finalistas.
Durante su participación, Silva sufrió un desmayo que le impidió seguir participando en el concurso llevado a cabo en Filipinas. 
Según declaraciones de Prince Julio César, (presidente del Miss Earth Venezuela) en una entrevista a Globovisión, informó que Diana se encontraba sin reaccionar, y los médicos al tomarle la tensión la tenía entre 8 y 9 a su vez, indicó que le realizaron varias pruebas y le colocaron oxígeno. «Al desmayarse sufrió un golpe en un pómulo», dijo.

### Miss Venezuela 2022
Después de obtener su certificación como azafata de cabina, Diana vuelve a incursionar en los concursos de belleza, esta vez en el Miss Venezuela 2022, en donde representó al Distrito Capital, obteniendo el título como Miss Venezuela 2022 el 16 de noviembre de 2022, convirtiéndose en la octava Miss Distrito Capital en la historia en ganar el certamen. El evento fue celebrado por primera vez desde el año 2013 en el Poliedro de Caracas.
Durante su reinado ha mantenido una agenda de voluntariado con el programa social de la organización Miss Venezuela “Yo sueño yo puedo” en alianza con varias asociaciones sin fines de lucro, donde ha impartido talleres sobre autoestima y violencia de género, a 25 niñas de la comunidad Cota 905, ubicada en Caracas.

### Miss Universo 2023
Representó a  Venezuela en el Miss Universo 2023, en El Salvador, el día 18 de noviembre de 2023, donde logró clasificar entre las diez semifinalistas del certamen.

## Cronología
| Predecesor: Amanda Dudamel    | Miss Venezuela 2022        | Sucesor: Ileana Márquez      |
| Predecesor: Fabiana Rodríguez | Miss Distrito Capital 2022 | Sucesor: Victoria Abuhazi    |
| Predecesor: Ninoska Vásquez   | Miss Earth Venezuela 2018  | Sucesor: Michell Castellanos |
| Predecesor: Ninoska Vásquez   | Miss Earth Lara 2018       | Sucesor: Gabriela Coronado   |

| Venezuela en los Grand Slam 2023 | Venezuela en los Grand Slam 2023 | Venezuela en los Grand Slam 2023 | Venezuela en los Grand Slam 2023 | Venezuela en los Grand Slam 2023 | Venezuela en los Grand Slam 2023 | Venezuela en los Grand Slam 2023 | Venezuela en los Grand Slam 2023 |
| Miss Universo                    | Miss Mundo                       | Miss Internacional               | Miss Intercontinental            | Miss Tierra                      | Miss Supranacional               | Miss Grand Internacional         | Miss Charm                       |
| -------------------------------- | -------------------------------- | -------------------------------- | -------------------------------- | -------------------------------- | -------------------------------- | -------------------------------- | -------------------------------- |
| Diana Silva                      | Ariagny Daboín                   | Andrea Rubio                     | Migleth Cuevas                   | Jhosskaren Carrizo               | Selene Delgado                   | Valentina Martínez               | Lady Di Mosquera                 |

- Datos: Q56067286